# ジョン・アップルトン (政治家)

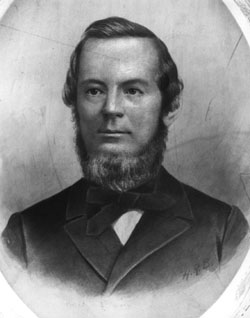
ジョン・アップルトン

ジョン・アップルトン（John Appleton, 1815年2月11日 - 1864年8月22日）は、アメリカ合衆国の弁護士、政治家、外交官。

## 生涯
1815年2月11日、アップルトンはマサチューセッツ州ベヴァリーにおいて、ジョン・ホワイト・アップルトン（John White Appleton, 1780年 - 1862年）とソフィア・ポーター（Sophia Porter, 1795年 - 1860年）の息子として誕生した。アップルトンはメイン州カンバーランド郡で成長した。アップルトンは1834年にボウディン大学を卒業し、ケンブリッジ法学大学院で法律を学んだ。その後アップルトンは1837年にカンバーランド郡で弁護士として認可を受け、メイン州ポートランドで弁護士業を開業した。アップルトンはまた新聞社イースタン・アーガスで論説の執筆業に従事し、1838年に同紙の編集長となった。アップルトンはその後1840年および1842年から1844年までカンバーランド郡で遺言検認官を務めた。
アップルトンは1840年11月27日にスーザン・ラヴァリング・ドッジ (Susan Lovering Dodge) と結婚した。2人の間には、1843年9月8日に1人息子のエベン・ドッジ (Eben Dodge) が生まれた。
アップルトンは1845年に海軍省首席事務官となり、1848年1月26日に国務省首席事務官に転任した。アップルトンは1848年4月まで国務省首席事務官を務めた後、駐ボリビア公使として任ぜられ、1849年5月まで同職を務めた。
1850年、アップルトンはメイン州から合衆国下院議員に当選し、第32連邦議会に出席した。アップルトンは1852年の選挙には立候補せず、下院議員を1期2年のみ務めた。1855年2月19日、アップルトンはイギリスのロンドンで合衆国公使館長となり、同年11月16日まで同職を務めた。その後アップルトンは弁護士業を再開したが、その1年半後、国務次官補に指名されると1857年4月4日に公職に復帰した。1860年6月10日、アップルトンは駐ロシア公使を務めるため国務次官補を辞任し、ロシアに赴任した。アップルトンは1860年9月9日から1861年6月8日まで同職を務めた。そして引退後の1864年8月22日、アップルトンはメイン州ポートランドで死去した。アップルトンの遺体はポートランド市内のエヴァーグリーン墓地に埋葬された。

## 関連図書
- Appleton, John, North for Union: John Appleton’s Journal of a Tour to New England Made by President Polk in June and July 1847, Edited by Wayne Cutler, Nashville, TN Vanderbilt University Press, 1986.